# 尼科美德二世

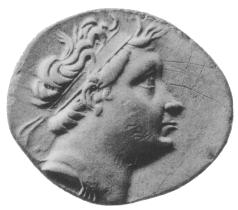
尼科美德二世

尼科美德二世（神顯者）（希臘語：Νικομήδης Β' ὁ Ἐπιφανής）, 是比提尼亞王國國王，是普魯西阿斯二世的兒子。統治期間約在前149年－約前127年。
當他還是王子時，因為尼科美德在國內深受人民歡迎，國王普魯西阿斯二世派遣他到羅馬來限制他的影響力，然而尼科美德很快深受羅馬元老院喜好，普魯西阿斯二世被迫派出密使刺殺他，但密使告訴尼科美德這個陰謀，並勸他反叛他父親。
前150年，在帕加馬國王阿塔羅斯二世的幫助下，尼科美德二世在尼科米底亞處死普魯西阿斯二世，成功奪下王位。在他的統治下，比提尼亞維持與羅馬穩定的同盟關係，並協助羅馬對抗帕加馬的阿里斯東尼克。
| 前任： 普魯西阿斯二世 | 比提尼亞國王 前149年－前127年 | 繼任： 尼科美德三世 |